# Gens Blòssia
La gens Blòsia o Blòssia (en llatí: Blossia gens, o bé Blosia) va ser una família noble de la Campània.
Els seus representants més coneguts van ser:
- Màrius Blossi (Marius Blossius), pretor de la Campània quan Càpua es va revoltar contra els romans i es va unir a Hanníbal l'any 216 aC.[3]
- Els Blosis, parella de germans de Càpia
- Gai Blosi, filòsof romà del segle ii aC